# Acanthoscurria geniculata
Mygale à genoux blancs
Espèce
Synonymes
- Mygale geniculata C. L. Koch, 1841
- Acanthoscurria transamazonica Piza, 1972

Acanthoscurria geniculata, la Mygale à genoux blancs, est une espèce d'araignées mygalomorphes de la famille des Theraphosidae.
Cette mygale du Brésil est souvent élevée comme nouvel animal de compagnie.

## Distribution
Cette espèce est endémique du Brésil. Elle se rencontre au Pará, au Roraima, au Rondônia et au Mato Grosso.

## Habitat
Cette espèce vit dans les forêts tropicales humides du bassin amazonien. C'est une mygale terrestre qui aime se cacher dans les trous au sol, sous des pierres ou des racines,.

## Description

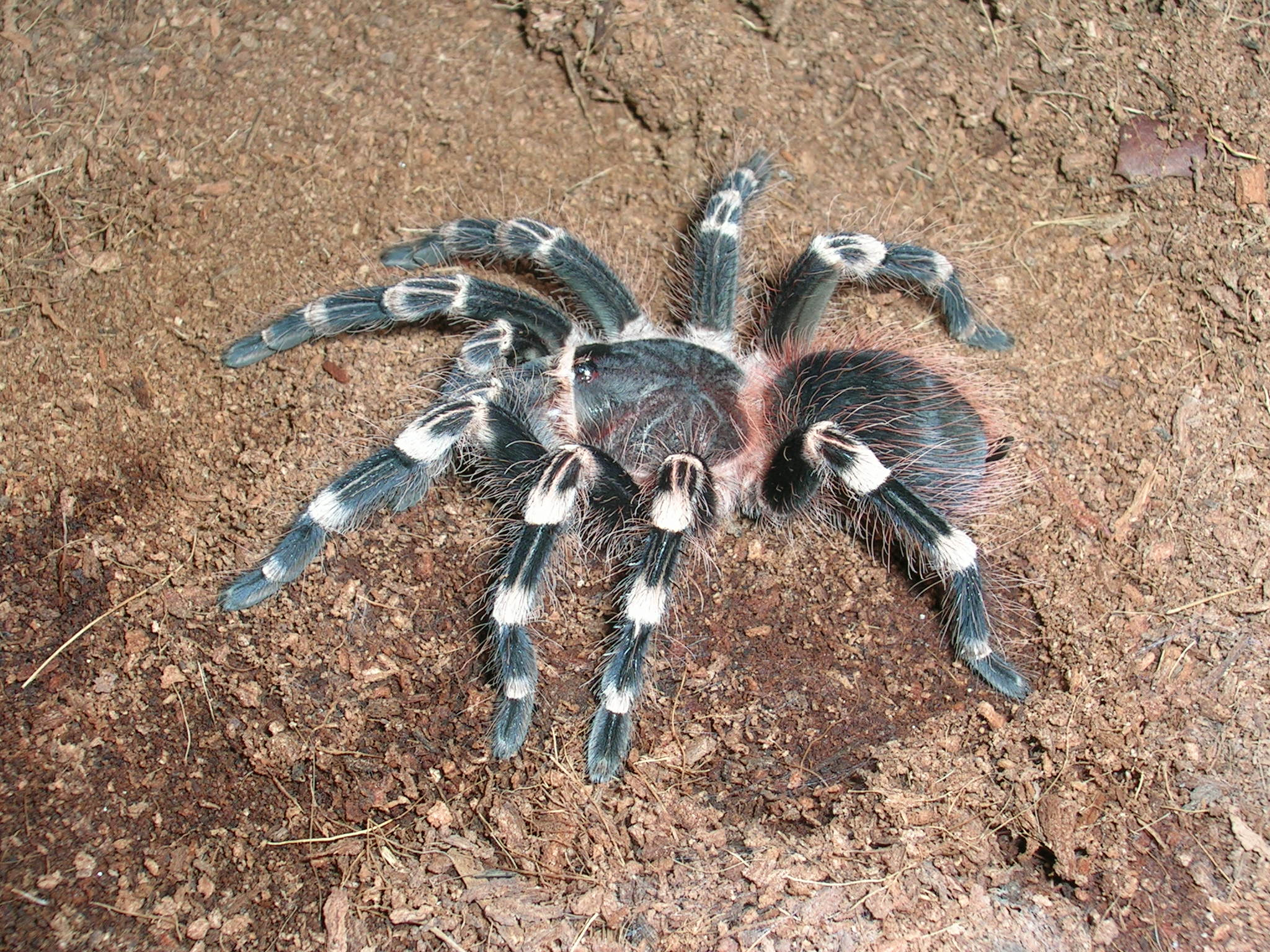
Acanthoscurria geniculata

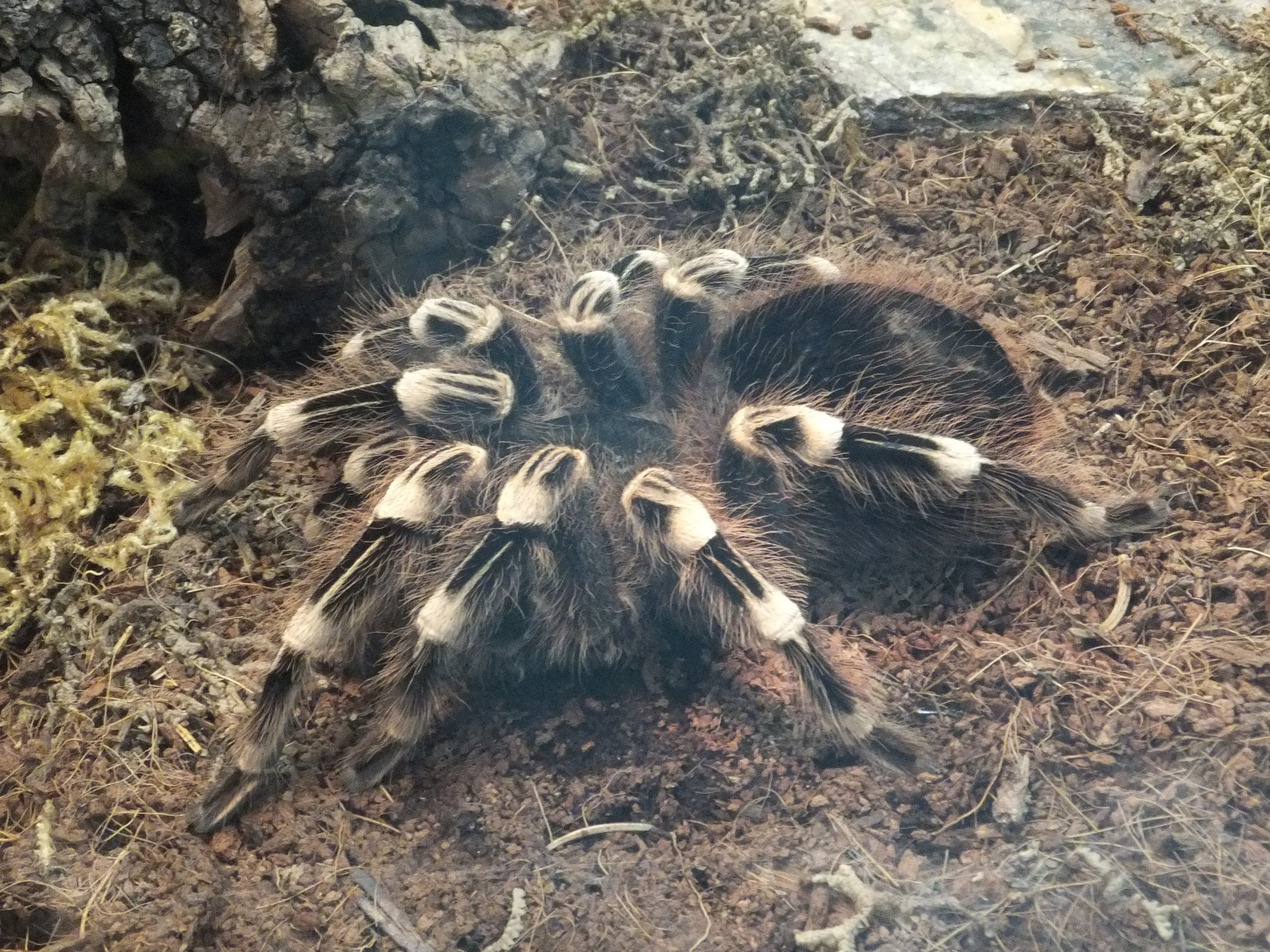
Acanthoscurria geniculata

Le mâle décrit par Paula, Gabriel, Indicatti, Brescovit et Lucas en 2014 mesure 48,7 mm et la femelle 62,3 mm.
Acanthoscurria geniculata a un corps de couleur noire, avec des rayures blanches sur ses pattes servant d'avertissement pour les prédateurs. Son céphalothorax est également noir entouré de blanc. C'est une mygale imposante, aux chélicères puissantes, pouvant mesurer à l'âge adulte de 17 cm à 20 cm d'envergure. Ses crochets peuvent atteindre 2,54 cm de long,. 
Son abdomen est recouvert de poils urticants rouge clair, dont elle se sert pour repousser les prédateurs en les lançant à l'aide de ses pattes arrière.
Le venin d’Acanthoscurria geniculata n'est pas dangereux pour l'être humain, mais peut être douloureux. Les grands crochets de cette mygale peuvent infliger des blessures profondes par perforation.

## Reproduction et croissance
Les femelles peuvent pondre de 50 à 200 œufs à la fois. Les juvéniles ne mesurent qu'un demi centimètre à la sortie de l'œuf, mais grandissent vite du fait de leur gros appétit et de leurs mues régulières. Une fois la taille adulte atteinte, les femelles ne muent plus qu'environ une fois par an, et les mâles cessent de muer.
Les femelles peuvent vivre jusqu'à 20 ans, alors que les mâles ont une espérance de vie de seulement 4 ans.

## Alimentation

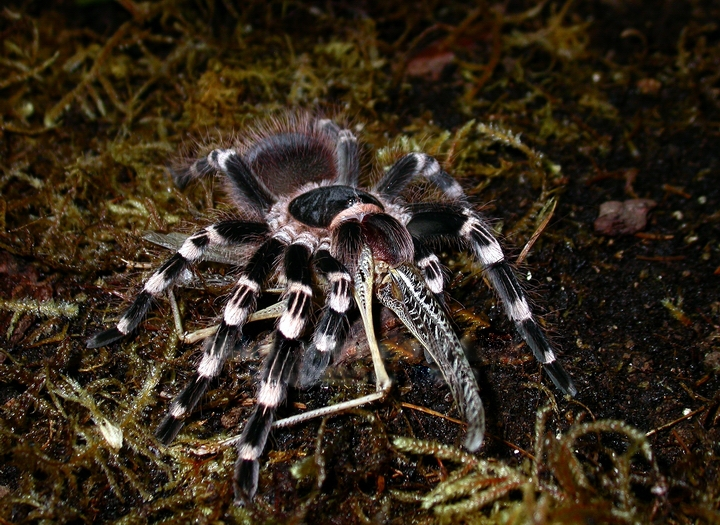
Acanthoscurria geniculata dévorant un criquet.

Acanthoscurria geniculata pratique l'embuscade pour attraper ses proies, attendant que ces dernières passent près de sa cachette. Elle enfonce alors ses crochets dans sa proie, et son venin décompose le corps de sa victime,.
Son régime alimentaire est surtout composé d'insectes, mais sa taille imposante et ses grands crochets lui permettent de s'attaquer à des proies plus grosses qu'elle. Elle peut ainsi manger des lézards, des rongeurs, voire des oiseaux, ce qui lui vaut d'être parfois appelée « bird-eater » (mangeuse d'oiseaux) dans les pays anglophones,.

## Systématique et taxinomie

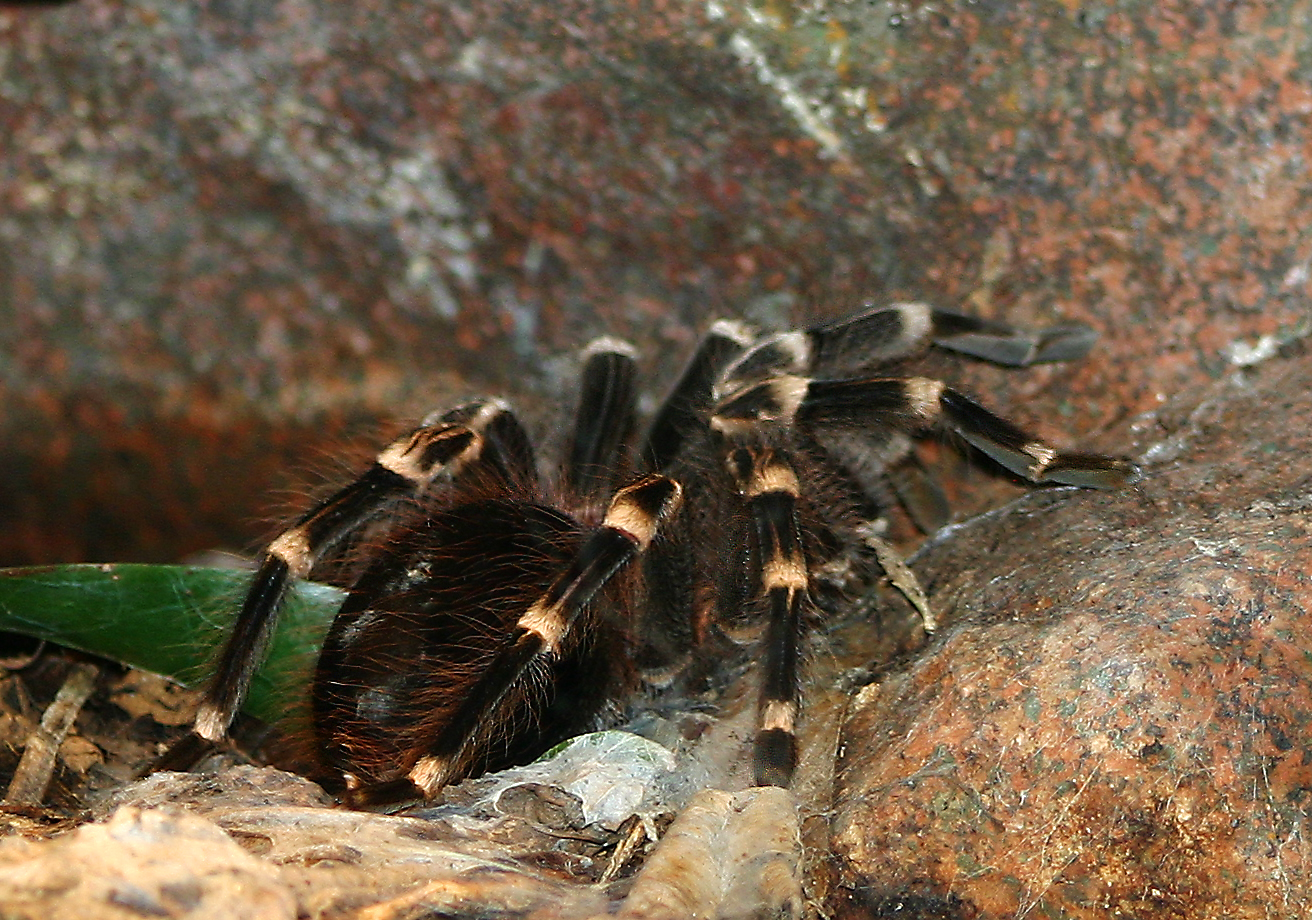
Mygale à genoux blancs dans son état naturel (Amazonie brésilienne).

Cette espèce a été décrite sous le protonyme Mygale geniculata par le naturaliste allemand Carl Ludwig Koch en 1841. Elle est placée dans le genre Scurria par C. L. Koch en 1850 puis dans le genre Acanthoscurria par Ausserer en 1871.
C'est l'espèce type du genre Acanthoscurria. L'holotype est conservé au musée d'histoire naturelle de Berlin.
Acanthoscurria transamazonica a été placée en synonymie par Paula, Gabriel, Indicatti, Brescovit et Lucas en 2014.

## En captivité
De par sa taille imposante et sa coloration originale, Acanthoscurria geniculata est très populaire en tant que nouvel animal de compagnie depuis les années 1990,. Le Brésil n'autorisant pas l'exportation de ses espèces endémiques de mygales, elle est souvent victime de braconnage afin d'approvisionner le marché. Le stress du transport peut pousser cette mygale à éjecter ses poils urticants, d'ordinaire utilisés pour éloigner les prédateurs, un peu à la manière dont certains perroquets s'arrachent les plumes.
En captivité, elle a besoin d'un terrarium individuel de grande taille pour vivre correctement. Elle creuse rarement de terriers et tisse peu de toile, ce qui la rend plus aisément observable que d'autres types de mygales en captivité, et donc plus prisée.
Relativement docile, elle peut cependant rapidement se mettre sur la défensive si elle se sent menacée. Malgré cela, cette mygale mord rarement, préférant balancer les poils urticants qu'elle a sur son abdomen à l'aide de ses pattes arrière si elle est dérangée. Ces poils urticants peuvent créer des démangeaisons, irritations et douleurs s'ils touchent la peau humaine, voire des réactions allergiques graves s'ils sont inhalés ou touchent les yeux,.

## Publication originale
- C. L. Koch, 1841 : Die Arachniden. Nürnberg, vol. 9, p. 1-56 (texte intégral).